# دوري ساموا الأمريكية لكرة القدم 2000
دوري ساموا الأمريكية لكرة القدم 2000 هو موسم من دوري ساموا الأمريكية لكرة القدم. فاز فيه PanSa East F.C. ‏.